# Свердиак
Свердиак (рум. Sverdiac) — село в Рышканском районе Молдавии. Наряду с селами Реча и Слобозия-Реча входит в состав коммуны Реча.

## География
Село расположено на высоте 143 метров над уровнем моря.

## Население
По данным переписи населения 2004 года, в селе Свердиак проживает 552 человека (255 мужчин, 297 женщин).
Этнический состав села:
| Национальность | Число жителей | Процентный состав |
| -------------- | ------------- | ----------------- |
| украинцы       | 441           | 79.89             |
| молдаване      | 94            | 17.03             |
| русские        | 11            | 1.99              |
| цыгане         | 1             | 0.18              |
| поляки         | 1             | 0.18              |
| прочие         | 4             | 0.72              |
| Всего          | 552           | 100 %             |